# ジム・ブリックマン
ジム・ブリックマン（Jim Brickman、1961年11月20日 - ）は、アメリカ合衆国オハイオ州クリーブランド出身のピアニスト、作曲家。

## 来歴
1961年アメリカのオハイオ州・クリーブランドで生まれた。
5歳のときからピアノを弾き始め、ケース・ウェスタン・リザーブ大学在学中、大学での講義を受ける傍らにクリーブランド音楽研究所で音楽を学ぶ。高校生のときはシェーカーハイツ高校に通っていた。
1980年に音楽の広告会社、ジム・ブリックマン・アレンジメントを設立。
後にこの会社は国をまたいだ大きなCMソング会社となり、マクドナルドや、自動車会社のポンティアックやいすゞなどのCMソングを手がけるようになる。
1994年、ウィンダム・ヒル・レコードと契約し、ピアノ・ソロ・アルバム「No Words」でソロデビュー（2005年まで所属）。
影響を受けたアーティストにデイヴ・グルーシン、カーペンターズなどがある。2011年にはカーペンターズのトリビュートコンサートをプロデュースした。
彼は2003年にブリックハウス・ディレクト(BHD)を設立し、音楽業界でのマーケティングやeコマース(電子商取引)といった新たな音楽業界戦略を確立した。

## ディスコグラフィ
（アルバム）
- No Words （1994年）
- By Heart （1995年）
- Picture This （1997年）
- The Gift （1997年）
- Visions Of Love （1998年）
- Missing Moments （1998年）
- Destiny （1999年）
- If You Believe （1999年）
- My Romance - An Evening With Jim Brickman （2000年）
- Simple Things （2001年）
- Valentine （2002年)
- Love Songs & Lullabies （2002年）
- Peace （2003年）
- The Romance Of Jim Brickman （2004年）
- Greatest Hits （2004年）
- Grace （2005年）
- The Disney Songbook （2005年）
- Pure - Jim Brickman （2006年）
- Escape （2006年）
- Christmas Romance （2006年）
- Homecoming （2007年）
- Hope （2007年）
- Valentine （2008年）
- Unspoken （2008年）
- Ultimate Love Songs （2008年）
- The Hymns and Carols of Christmas （2008年）
- Faith （2008年）
- Beautiful World （2009年）
- Joy （2009年）
- Home (2010年)
- Love (2010年)
- All Is Calm (2011年)
- Romanza (2011年)

（ミュージックビデオ）
- Valentine (with Martina McBride) (1997年)
- Your Love (with Michelle Wright) (1997年)
- The Gift (with Susan Ashton and Collin Raye) (1997年)
- Never Alone (with Lady Antebellum) (2007年)
- Coming Home for Christmas (with Richie McDonald) (2007年)